# Chaerephon chapini
Chaerephon chapini је врста сисара из реда слепих мишева (Chiroptera) и породице Molossidae.

## Распрострањење
Ареал врсте Chaerephon chapini обухвата већи број држава у Африци. 
Врста је присутна у Судану, Етиопији, Замбији, Зимбабвеу, Анголи, Кенији, Боцвани, Републици Конго, ДР Конгу, Обали Слоноваче, Гани, Намибији и Уганди.

## Станиште
Станишта врсте су саване и речни екосистеми.

## Угроженост
Ова врста је наведена као последња брига, јер има широко распрострањење и честа је врста.